# ラウル1世 (ソワソン伯)
ラウル1世（Raoul Ier, ? - 1235年1月4日）またはラウル3世・ド・ネール（Raoul III de Nesle）は、ソワソン伯（在位：1180年 - 1235年）。ラウル2世・ド・ネールとジェルトリュード・ド・モンテギュの三男。

## 生涯
1178年、ラウルと兄のジャンは、当時ソワソン伯であった長兄コノンの特許状に署名し、ノートルダム・ドゥルスカン修道院に領地を寄進した。 アルベリック・ド・トロワ＝フォンテーヌは年代記において、存命のソワソン伯ラウルについて触れているが、後にラルフは1235年に死去したと記している。1184年にラルフはノワイヨン城主となった。リゴールによれば、1188年1月13日にトリとジゾーの間で行われた式典に参加し、イングランド王ヘンリー2世、フランス王フィリップ2世とともに第3回十字軍に参加した。
ラウルはドルー伯ロベール1世の娘アデル・ド・ドルー（1145/6年生）の4番目の夫となった。アデルはノートルダム・ドゥルスカン修道院とトランブレ＝アン＝フランスに対する寄付をラウルとともに確認し、1205年1月から1210年3月の間に亡くなった。また、ラウルはジョフロワ4世・ド・ジョアンヴィルの娘ヨランドと短期間結婚し、その後グランプレ伯アンリの未亡人アダ・ダヴェーヌを3番目の妻として迎えた。
1235年に死去し、息子ジャン2世が伯位を継承した。

## 子女
最初の妻アデル・ド・ドルーから以下の子女が生まれた。
- ジェルトリュード（1184年 - 1220年） - ボーモン＝シュル＝オワーズ伯ジャン（1222年没）と結婚、マチュー2世・ド・モンモランシー（1230年没）と結婚[2]
- アリエノール（1190年 - 1234年） - ボーモン＝シュル＝オワーズ伯マチュー3世（1208年没）と結婚[2]、エティエンヌ2世・ド・サンセール（サンセール伯エティエンヌ1世の息子）と結婚

3番目の妻アダ・ダヴェーヌから以下の子女が生まれた。
- ジャン2世（1270/2年没） - ソワソン伯[3]
- ラウル（1272年没） - トルヴェール
- イザベル - シャテルロー子爵と結婚